# STS-98
إس تي إس-98 (بالإنجليزية: STS-98)‏ الرحلة الثانية بعد المائة ضمن برنامج مكوك الفضاء لوكالة ناسا، والرحلة الثالثة والعشرون على متن مكوك الفضاء أتلانتيس، انطلقت الرحلة في 7 فبراير 2001 من مركز كينيدي للفضاء ، وهبطت بتاريخ 20 فبراير في قاعدة إدواردز الجوية، بعد ثلاثة عشر يوماً مكثتها الرحلة في الفضاء، توجهت البعثة إلى محطة الفضاء الدولية وتشغيل مختبر ديستني فعلياً، بلغ عدد الرواد المشاركين في الرحلة خمسة رواد من بينهم رائد فضاء كندي.